# Saint-Lubin-des-Joncherets
Saint-Lubin-des-Joncherets és un municipi francès, situat al departament de l'Eure i Loir i a la regió de Centre – Vall del Loira. L'any 2007 tenia 3.972 habitants.

## Demografia

### Població
El 2007 la població de fet de Saint-Lubin-des-Joncherets era de 3.972 persones. Hi havia 1.509 famílies, de les quals 389 eren unipersonals (155 homes vivint sols i 234 dones vivint soles), 442 parelles sense fills, 537 parelles amb fills i 141 famílies monoparentals amb fills.
La població ha evolucionat segons el següent gràfic:
Habitants censats

### Habitatges
El 2007 hi havia 1.677 habitatges, 1.525 eren l'habitatge principal de la família, 76 eren segones residències i 76 estaven desocupats. 1.252 eren cases i 416 eren apartaments. Dels 1.525 habitatges principals, 951 estaven ocupats pels seus propietaris, 552 estaven llogats i ocupats pels llogaters i 22 estaven cedits a títol gratuït; 6 tenien una cambra, 108 en tenien dues, 329 en tenien tres, 458 en tenien quatre i 623 en tenien cinc o més. 984 habitatges disposaven pel capbaix d'una plaça de pàrquing. A 708 habitatges hi havia un automòbil i a 607 n'hi havia dos o més.

### Piràmide de població
La piràmide de població per edats i sexe el 2009 era:
| Homes | Edats   | Dones |
| ----- | ------- | ----- |
| 0     | 95 o +  | 4     |
| 4     | 90 a 94 | 8     |
| 20    | 85 a 89 | 24    |
| 12    | 80 a 84 | 40    |
| 52    | 75 a 79 | 68    |
| 52    | 70 a 74 | 76    |
| 104   | 65 a 69 | 92    |
| 100   | 60 a 64 | 120   |
| 124   | 55 a 59 | 56    |
| 188   | 50 a 54 | 200   |
| 160   | 45 a 49 | 192   |
| 172   | 40 a 44 | 164   |
| 112   | 35 a 39 | 180   |
| 160   | 30 a 34 | 128   |
| 144   | 25 a 29 | 144   |
| 180   | 20 a 24 | 120   |
| 212   | 15 a 19 | 184   |
| 184   | 10 a 14 | 188   |
| 124   | 5 a 9   | 104   |
| 92    | 0 a 4   | 116   |

## Economia
El 2007 la població en edat de treballar era de 2.586 persones, 1.861 eren actives i 725 eren inactives. De les 1.861 persones actives 1.582 estaven ocupades (858 homes i 724 dones) i 279 estaven aturades (131 homes i 148 dones). De les 725 persones inactives 218 estaven jubilades, 240 estaven estudiant i 267 estaven classificades com a «altres inactius».

### Ingressos
El 2009 a Saint-Lubin-des-Joncherets hi havia 1.617 unitats fiscals que integraven 4.154,5 persones, la mediana anual d'ingressos fiscals per persona era de 17.316 €.

### Activitats econòmiques
Dels 108 establiments que hi havia el 2007, 1 era d'una empresa alimentària, 2 d'empreses de fabricació de material elèctric, 15 d'empreses de fabricació d'altres productes industrials, 22 d'empreses de construcció, 16 d'empreses de comerç i reparació d'automòbils, 7 d'empreses de transport, 5 d'empreses d'hostatgeria i restauració, 9 d'empreses financeres, 3 d'empreses immobiliàries, 13 d'empreses de serveis, 9 d'entitats de l'administració pública i 6 d'empreses classificades com a «altres activitats de serveis».
Dels 31 establiments de servei als particulars que hi havia el 2009, 1 era una oficina de correu, 3 oficines bancàries, 1 taller de reparació d'automòbils i de material agrícola, 1 autoescola, 3 paletes, 6 fusteries, 8 lampisteries, 1 electricista, 1 empresa de construcció, 3 perruqueries, 2 restaurants i 1 agència immobiliària.
Dels 8 establiments comercials que hi havia el 2009, 1 era, 1 una botiga de menys de 120 m², 1 una peixateria, 1 una llibreria, 1 una sabateria, 1 una botiga d'electrodomèstics i 2 floristeries.
L'any 2000 a Saint-Lubin-des-Joncherets hi havia 7 explotacions agrícoles que ocupaven un total de 861 hectàrees.

## Equipaments sanitaris i escolars
Els 2 equipaments sanitaris que hi havia el 2009 eren farmàcies.
El 2009 hi havia 2 escoles maternals i 2 escoles elementals.

## Poblacions més properes
El següent diagrama mostra les poblacions més properes.